# Кейн Пиксельс
Кейн А. Парсонс (англ. Kane A. Parsons; род. 18 июня 2005, Северная Калифорния, США), также известный в сети под псевдонимом Kane Pixels, – 20-летний ютубер, американский режиссёр, режиссёр короткометражных фильмов и художник визуальных эффектов из Северной Калифорнии;  наиболее известен своим веб-сериалом Backrooms, одним из самых известных воплощений одноименной крипипасты.

## Жизнь и ранняя Карьера
Кейн Парсонс родился 18 июня в Северной Калифорнии, где и проживает в настоящее время. 
Парсонс считает, что рост его популярности в создании видео обусловлен покупкой Adobe After Effects в конце 2017 года. Он использовал встроенный в After Effects движок рендеринга для создания 3D-сцен, прежде чем, наконец, во время пандемии COVID-19, приобрёл Blender. Парсонс отмечает, что источником вдохновения для его творчества стала серия видеоигр Portal, а также лиминальные пространства и ностальгические, но неопределённые воспоминания, например, мимолётные взгляды на фотографии 1990-х и 2000-х годов: «Вспышка постоянно включена, освещение выглядит отвратительно, стены жёлтые, баланс белого совершенно не настроен».

## Карьера

### Youtube канал
Кейн создал свой канал на YouTube 13 апреля 2015 года под названием Kane Pixels. Он заявил, что снял около 400 видеороликов с 2015 по 2020 год, большинство из которых он сделал закрытыми.
До создания веб-сериал Backrooms Кейн делал другие проекты, включая Project 209, а также  он создавал визуальные эффекты для ютубера Dad. В феврале 2021 он сосредоточился на своих анимациях Attack on Titan, основанных на одноименном аниме, которые он создал в программе для 3D-редактирования Blender. По состоянию на июль 2025, года общее количество просмотров видеороликов составило 47 миллионов.

### Веб-сериалBackrooms
7 января 2022 года, в возрасте 16 лет, Кейн опубликовал на YouTube короткометражую анимацию, созданную им с помощью Blender и After Effects,  «The Backrooms (Found Footage)», основанную на оригинальном посте на 4chan о «Закулисье». Видео мгновенно стало вирусным, что привело к созданию новых эпизодов и, таким образом, к созданию сериала. К февралю 2025 года Кейн снял в общей сложности двадцать пять эпизодов веб-сериала «Закулисье», большая часть из которых набрали миллионы просмотров. За работу над сериалом Кейн получил награду Streamy Creator Honors от Matpat.
«The Backrooms (Found Footage)» стал седьмым по популярности видео на YouTube, выпущенным в 2022 году, набрав более 68 миллионов просмотров по состоянию на август 2025 года.
6 февраля 2023 года издание Deadline опубликовало статью, в которой сообщалось о работе над полнометражным фильмом Backrooms, над которым работают A24, «Atomic Monster» Джеймса Вана и «21 Laps Entertainment» Шона Леви. Режиссёром фильма выступит Кейн по сценарию Роберто Патино. В статье также в шутку говорилось, что съёмки начнутся только на летних каникулах, поскольку Кейн тогда учился в старшей школе.

### Фильм «Закулисье»
Где-то в марте 2025 года фильм «Закулисье» снова стал главным приоритетом для Кейна. В фильме примут участие Чиветель Эджиофор, Ренате Реинсве,  Марк Дюпласс, Финн Беннетт, Лукита Максвелл, Эван Джогиа. Съёмки фильма начались 7 июля в Ванкувере и завершились 14 августа 2025 года.

## Другие проекты

### The Oldest View
«The Oldest View» – веб-сериал ужасов Кейна Парсонса. Действие веб-сериала разворачивается вокруг реального торгового центра Valley View Center, снесённого в мае 2023 года. Торговый центр каким-то образом оказался под землёй, и единственными входами в него являются дыры в земле с бетонными лестницами, ведущими вниз. Главный герой сериала — персонаж по имени Уайатт , который путешествует по торговому центру, снимая на камеру своего телефона, чтобы раскрыть его тайны, с гигантской вращающейся куклой, в виде ботаника Жюльена Ревершона, созданная Кевином Обрегоном, которая гонится за Уайаттом.

### People Still Live Here
«People Still Live Here» — это веб-сериал, созданный Кейном Парсонсом в январе 2025, в котором рассказывается о жизни человека по имени Клифтон Дж. Сэйвелл и странном, кажущемся бесконечным луге, называемом Meadow Outland Steppes, куда можно попасть через заброшенные строения.

## Дискография

### Альбомы
- Backrooms (Original Score), Vol. 1 – 2022
- Backrooms (Original Score), Vol. 2 – 2022
- The Oldest View (Original Score), Vol. 1 – 2023
- Daemon, Vol. 1 – 2023
- It's All Happening – 2023
- Highway 101 – 2024
- Out of Sync (Side 1) – 2024
- Out of Sync (Side 2) – 2024
- Backrooms (Original Score), Vol. 3 – 2024
- Daemon, Vol. 2 – 2024
- I Can't Wait to Use the Internet – 2025

### Синглы
- Halogen – 2022
- Everything – 2022
- Sailing – 2023
- DS Lite – 2024
- Glory to Lockheed Martin – 2024
- The Hacker Known as 4Chan – 2024
- I Love My Job – 2025
- Private Commodity – 2025

## Интересные факты
- Кейн Парсонс является самым молодым режиссером в истории A24[20].
- Кейн предположительно проживает в Новато, Округ Марин, так как некоторые локации, представленные в эпизодах веб-сериала «Закулисье» располагаются именно в Новато.

## Внешние ссылки

### Социальные сети
- Kane Pixels (YouTube-канал)
- Not Kane Pixels (второй YouTube-канал)
- Kane Parsons (YouTube Music)
- Kane Parsons (Instagram)
- Kane Parsons (Spotify)
- Kane Parsons (Apple Music)
- Kane Parsons (Amazon Music)
- Kane Pixels (Bandcamp)
- Kane Pixels (Soundcloud)

### Сообщество
- Kane's Facility (Discord)
- r/KanePixelsBackrooms (Reddit)